# Xylocopa cuernosensis
Xylocopa cuernosensis là một loài Hymenoptera trong họ Apidae. Loài này được Cockerell mô tả khoa học năm 1915.